# Teorema da aceleração de Blum
Na teoria da complexidade computacional, o teorema da aceleração de Blum ou teorema do aumento da velocidade de Blum (do inglês, Blum's speedup theorem), inicialmente definido por Manuel Blum em 1967, é um teorema fundamental sobre a complexidade de funções computáveis.
Cada função computável possui um número infinito de representações em programas diferentes em uma dada linguagem de programação. Na teoria dos algoritmos, muitas vezes procura-se encontrar um programa com a menor complexidade para uma dada função computável e uma medida de complexidade (tal programa poderia se denominar ótimo). O teorema da aceleração de Blum mostra que, para qualquer medida de complexidade, existem funções computáveis que não têm programas ótimos. Isto também descarta a ideia de que existe uma maneira de atribuir às funções arbitrárias as suas próprias complexidades computacionais, significando a atribuição de qualquer f da complexidade de um programa ótimo para f. É claro que isto não exclui a possibilidade de encontrar a complexidade de um programa ótimo para determinadas funções específicas.

## Teorema da aceleração
Dada uma medida de complexidade de Blum {\displaystyle (\varphi ,\Phi )} e uma função computável total {\displaystyle f} com dois parâmetros, então existe um predicado computável total {\displaystyle g} (uma função computável booleana valorada) tal que para todo programa {\displaystyle i} para {\displaystyle g}, existe um programa {\displaystyle j} para {\displaystyle g} tal que para quase todo {\displaystyle x}
{\displaystyle f(x,\Phi _{j}(x))\leq \Phi _{i}(x)\,}
{\displaystyle f} é chamada função de aceleração. O fato de que ele pode crescer tão rápido quanto se deseja (desde que ainda seja computável) significa que o fenômeno de sempre ter um programa de menor complexidade permanece, mesmo se por "menor" nós queremos dizer "significativamente menor" (por exemplo, quadraticamente menor, exponencialmente menor).